# Высший руководитель Ирана
Высший руководитель Ирана, или рахбар (перс. رهبر‎) — глава государства и высшая политическая и религиозная должность в Исламской Республике Иран, установленная Конституцией Ирана 1979 года в соответствии с принципом шиитов-двунадесятников Вилаят аль-факих в интерпретации аятоллы Хомейни.
Президент Ирана, тем временем, согласно Конституции, есть глава правительства (кабинета) ИРИ и второе лицо в государственной иерархии ИРИ.

## Статус, полномочия, избрание
Согласно статье 5 Конституции Исламской Республики Иран, «В период великого сокрытия Вали-е-Аср (то есть ожидаемого иранскими мусульманами-шиитами мессии), в Исламской Республике Иран руководство над уммой и управление обществом возлагается на справедливого, набожного, знакомого с требованиями времени, мужественного, рассудительного, обладающего умением управлять факиха (духовного лидера), который назначается на эту должность согласно статье 107-й Конституции Исламской Республики Иран».
Статья 57 Конституции Исламской Республики закрепляет, что:
Управление Исламской Республикой Иран осуществляется законодательной, исполнительной и судебной властями, которые функционируют под контролем абсолютного правления имама (велаят-е факих) согласно нижеследующим Статьям Конституции. Указанные власти независимы друг от друга.
Высший религиозный лидер Ирана имеет право издавать фетвы по различным вопросам мусульманского права (фикх) (ст. 109).
Лидер определяет общую политику государства Исламской Республики Иран после консультаций с Советом по определению политической целесообразности (ст. 110, 176). Верховный лидер является Верховным главнокомандующим Вооруженных сил Ирана (ст. 110).
Кроме функций высшего арбитра, верховный лидер Ирана вмешивается и в текущие кадровые вопросы. Он лично назначает и смещает факихов Совета по охране Конституции (влиятельнейшего контрольного органа Ирана, который может блокировать решение любой из трех ветвей власти), высшее лицо Судебной власти, глав Телерадиокомпании Исламской Республики Иран, Начальника Объединенного штаба, Главнокомандующего Корпусом Стражей Исламской Революции, командующих вооруженных сил и внутренних войск.
Религиозный лидер избирается Советом экспертов из влиятельных богословов, избираемых на всенародных выборах сроком на 8 лет.

## Высшие руководители Ирана
| № | Высший руководитель (Рахбар) | Высший руководитель (Рахбар) | Дата начала полномочий | Дата окончания полномочий |
| - | ---------------------------- | ---------------------------- | ---------------------- | ------------------------- |
| 1 | Рухолла Хомейни              |                              | 3 декабря 1979         | 3 июня 1989               |
| 2 | Али Хаменеи                  |                              | 4 июня 1989            | действующий               |